# Phyllomyia quadristriata
Phyllomyia quadristriata là một loài ruồi trong họ Tachinidae.